# Костадин Ерчев
Костадин Попиванов Ерчев е участник в Априлското въстание, роден в семейството на свещеник Иван Ерчев и Велика Стаева Сивриева от село Копривщица.
По време на приготовленията за предстоящото въстание не е бил член на Революционния комитет, но отпосле неговият баща, един от заклинателите на копривщенските въстаници, го посвещава в тайните на съзаклятието. На 20 април 1876 г., след даването на знака за начало на бунта, Коста се явява на определеното място и е зачислен като въстаник в четата на Йове Стефлеков и с нея заема позициите в източните околности на селото.
На 21 и 22 април вече приведен в четата на Тодор Каблешков и е изпратен с нея да повдига бунтовния дух в Старо Ново село и съседното село Паничери и окаже необходимата подкрепа. След това, на 23 и 24 е назначен за четоводец (войвода) и е изпратен с едно отделение на помощ на въстанието в село Стрелча и четата на Стоян Нейчев. Заедно водят битка с редовен аскер и башибозук, нападащи там. Когато, заплашени от обкръжение, се изтеглят обратно в Копривщица, оставят мъртви другарите си Павел Фурнаджиев и Васьо Мангъров, а Вельо Мирчов и Найден Врачов са пленени.
След военната операция в Стрелча Костадин Ерчев е тежко контузен при падане в планината и остава да се цери у дома си. На 20 май 1876 г. е заловен и откаран във Филибе, където е затворен в тамошната тъмница. След деветдесет и пет дневен престой е освободен и пуснат под гаранция от Европейската комисия благодарение на нейното застъпничество.
Костадин Ерчев работи като воденичар и почива неизвестно кога след 1914 година. Бащата на Костадин, поп Иван Ерчев, е осъден и изпратен на заточение.